# جائزة إسبانيا الكبرى للدراجات النارية 1996
جائزة إسبانيا الكبرى للدراجات النارية 1996 هو سباق دراجات نارية أقيم بتاريخ 12 مايو 1996 في حلبة خيريز. كان الجولة الرابعة من أصل 15 في سباق الجائزة الكبرى للدراجات النارية موسم 1996. فاز الأسترالي ميك دوهان بفئة 500 سي سي بينما جاء الإيطالي لوكا كادالورا في المركز الثاني وحصل على المركز الثالث الياباني تادايوكي أوكادا.

## وصلات خارجية
- الموقع الرسمي